# 阮性存
阮性存（1874年—1928年），民国时期著名律师和法学家。字荀伯，浙江省余姚县（今宁波余姚市）临山人，出生于江苏省睢宁。子阮毅成，亦为著名法学家。 孙阮大方，台湾“民主斗士”。

## 生平
阮性存任教浙江省立第一中学（今杭州高级中学）。其子阮毅成亦于1918年入读于同所中学。清朝末年，赴日本留学，就读于东京法政大学。在日本期间，加入中国同盟会，与革命党人交往密切。回国后，在浙江杭州创办浙江私立法政学堂。辛亥革命爆发，参与策应光复杭州。
民国时，曾担任律师公会会长，长达十余年。在杭州从律师业，成为杭州最早知名律师。1919年7月，在浙江第一师范学校（今浙江师范大学）授课一学期，教授法制概要。阮性存曾主持浙江省宪的起草工作。
1927年，阮性存出任浙江省政府委员兼司法厅厅长。1928年，因积劳成疾不治而逝世，葬于杭州市西湖北面九里松石莲亭。

## 命名纪念
- 旧时杭州城之性存路以其名字命名，今庆春路众安桥西段（1964年后改作现名）。

## 代表著作
- 《法学通论》，撰写，通俗教科书。
- 《阮性存遗稿》（目次卷一，遺稿卷二，遺稿卷三，遺稿卷四，遺稿卷五），阮毅成编。